# Free (Iggy Pop)
Free è il diciottesimo album in studio del cantante statunitense Iggy Pop, pubblicato nel 2019.

## Tracce
1. Free – 1:48 (Iggy Pop, Noveller, Leron Thomas)
2. Loves Missing – 4:19 (Pop, Thomas)
3. Sonali – 3:30 (Ruby Sylvain, Thomas)
4. James Bond – 4:31 (Thomas)
5. Dirty Sanchez – 4:21 (Thomas)
6. Glow in the Dark – 3:57 (Thomas)
7. Page – 4:08 (Thomas)
8. We Are the People – 3:13 (Lou Reed, Thomas)
9. Do Not Go Gentle into That Good Night – 1:48 (Dylan Thomas, Noveller)
10. The Dawn – 2:09 (Pop, Noveller, Thomas)

## Formazione
- Iggy Pop – voce
- Sarah Lipstate – chitarra
- Aaron Nevezie – chitarra, basso, tastiere
- Ari Teitel – chitarra
- Grégoire Fauque – chitarra
- Kenny Ruby – basso, sintetizzatore
- Robin Sherman – basso
- Leron Thomas – tromba, tastiere
- Tibo Brandalise – batteria
- Thomas Glass – batteria
- Florian Pellissier – tastiere